# Bastonets
Con il termine bastonets si fa riferimento a un tipo di ballo praticato con bastoni, simile a una danza guerriera, tradizionale della Comunità Valenciana. Oggigiorno, questo ballo viene ancora eseguito nella città di Algemesí, comune in cui viene maggiormente praticato durante le "Feste de la Mare de Déu de la Salut". È simile al "ball de bastons" della Catalogna, e ad altre danze dell'Aragona e della Castiglia e León. Ciascuno dei componenti della danza è chiamato anche bastonet.

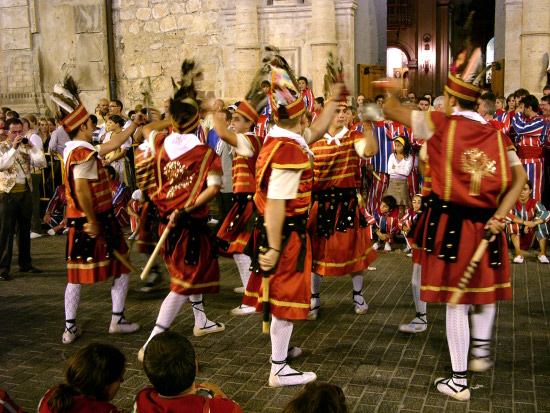
Gruppo di bastonets durante le Feste de la Mare de Déu de la Salut di Algemesí

I bastonets di Algemesí sono stati dichiarati patrimonio culturale immateriale dall'UNESCO nel 2011 insieme agli altri elementi e danze delle feste di questo comune valenciano (come la Muixeranga).

## Descrizione
La danza è composta da otto ballerini che, per eseguire le coreografie, colpiscono un bastone di legno e una piastra di ferro. I bastonets hanno quattro posizioni: punter de fora, punter costat de fora, punter de dins e punter costat de dins (in italiano si potrebbero chiamare rispettivamente puntatore di fuori, puntatore accanto a fuori, puntatore di dentro e puntatore accanto a dentro). Tra tutte, la prima posizione menzionata è la più complicata, poiché è quella che comporta il maggior numero di spostamenti. Ci sono danzatori che sanno ballare tutte le posizioni, ma è più comune che ognuno occupi soltanto la posizione che gli è stata assegnata.
Oggi, durante le Feste di Algemesí, ballano quattro gruppi di bastonets, due gruppi di uomini (vestiti di rosso) e due gruppi di donne (vestite di blu), nei quali vi sono anche delle riserve. Tradizionalmente, i membri erano agricoltori, in particolare potatori.

## Origine ed evoluzione
Anche se attualmente i bastonets più conosciuti e importanti sono quelli di Algemesí, in realtà non possiamo affermare che l’origine della danza sia legata solo a questo luogo. Anzi, in passato era molto comune in molte altre località della regione valenciana, come è attestata la sua presenza ad Albalat de la Ribera, Polinyà de Xúquer, Alzira, Benifaió, L'Alcúdia, Sueca, Gandia, Carcaixent, Soneja, Meliana, Alginet, Catarroja, Titaguas, Llíria, Cullera o Sollana, tra le altre. L'importanza di Algemesí risiede nel fatto che è in questo comune che la tradizione si è conservata fino ai giorni nostri, mentre nel resto dei luoghi è scomparsa nel corso del XX secolo.
Queste danze, documentate fin dall’antichità, simulano una delle tipologie più diffuse nel mondo, cioè il combattimento tra due gruppi armati con bastoni e piastre. Infatti, questi balli sono già menzionati nella Corona d'Aragona nel XII secolo, anche se si dovrà aspettare il XVII secolo affinché si eseguissero in maniera rituale standardizzata.
Si pensa che i bastonets potessero essere già presenti nelle festività di Algemesí nel 1724, ma la loro documentazione nel comune risale solo al 1839, quando appaiono nei registri contabili della festa con il nome di "danza degli otto". Successivamente, vengono citati anche come "danza degli uomini" e, alla fine del XIX secolo, come "danza dei bastoni" o "danza degli indiani".
La conoscenza dell’evoluzione della danza durante il XIX secolo è molto limitata, e si conservano solo i nomi di pochi maestri, come Domingo Sabater Ferrís (1880) o Salvador Esteve Carpi (1888). Si sa anche che il repertorio musicale era già vario. Durante il primo terzo del XX secolo, il maestro dei bastonets fu Vicente Quiles Vendrell (1876-1966).
Dopo la guerra civile spagnola, per motivi non noti, la forma della danza cambiò completamente. Se prima a ballare erano i contadini adulti, da quel momento iniziarono a farlo i bambini di poco più di dieci anni (come accadeva anche in altri gruppi delle festività). Nel 1939 i bastonets non parteciparono alla processione, ma nel 1940 Carmelo el Paresant, che aveva ballato prima della guerra, insegnò la danza a un gruppo di bambini, che poi la continuarono per un decennio.
Da allora, si sono succeduti diversi gruppi di ballerini. Generalmente erano amici che rimanevano nel gruppo per circa dieci anni e si ritiravano tutti insieme, anche se a volte uno di loro restava per insegnare il repertorio ai novizi. Durante questi anni, la danza continuò a evolversi e la ricchezza della sua interpretazione diminuì per vari motivi. Una prima causa furono i dolçainers, a causa della scarsa conoscenza dei brani delle danze da parte delle persone. Un secondo motivo è legato alla scelta di insegnamento dei balli ai novizi da parte degli stessi bastonets, che, per mancanza di tempo e motivazione, preferivano insegnare le danze più semplici.
Oggigiorno la figura dell'insegnante come supervisore che non balla non esiste in quanto tale. Nel 2017, a causa dell’alta richiesta di partecipanti, è stato creato un nuovo gruppo di donne, per cui, attualmente, le processioni di Algemesí hanno due gruppi di uomini e due di donne.

## Abbigliamento
L'abbigliamento attuale dei bastonets di Algemesí è composto di calze bianche, espadrillas valenciane con suola di juta, corpetto e gonnellina di velluto (rosso per gli uomini e blu per le donne) con strisce dorate di passamaneria. Intorno al collo indossano un fazzoletto con un’immagine ricamata di la Mare de Déu de la Salut sul gelso, e anche una sorta di cappello con strisce dorate di passamaneria, sormontato da lunghe piume di pavone colorate. Sulla schiena si ricamano alcuni simboli di la Mare de Déu de la Salut, come il pozzo, la palma, la stella e il monogramma di Maria, mentre il gelso era riservato al maestro. Tuttavia, la standardizzazione del costume è avvenuta probabilmente nella seconda metà del XX secolo e, in precedenza, l’abbigliamento era differente nel corso della storia.
I bastoni sono lunghi circa 60 centimetri e, come da tradizione, si realizzano o in legno di arancio che, prima di essere intagliato, viene essiccato per 2 o 3 anni prima, oppure in legno di limone. Entrambi sono materiali chiari, al tempo stesso duri. La piastra è realizzata in ferro ed è rotonda, con un diametro di circa 12-15 centimetri. È comune che ciascun ballerino incida il proprio nome o l’anno in cui ha iniziato a partecipare alle processioni.

## Repertorio musicale
Attualmente, i bastonets di Algemesí ballano un totale di 22 brani musicali, eseguiti da suonatori di dolçaina e tabal. È, di gran lunga, la danza delle Feste di la Mare de Déu de la Salut con il repertorio musicale più ampio. Tuttavia, per dimenticanza dei musicisti o dei bastonets stessi, alcuni brani non sono stati eseguiti. Soltanto negli ultimi anni sono stati recuperati.
È importante sottolineare che, in generale, non sono i danzatori a scegliere i brani musicali, bensì i suonatori di dolçaina. Per questo motivo, i musicisti devono prestare attenzione a come suonare le melodie, evitare di ripetere le stesse in maniera ripetuta e sapere quando eseguire determinati brani, poiché alcune strade di Algemesí sono così strette da richiedere melodie più lente prima di quelle più veloci, a seconda della posizione. Attualmente, ci sono due gruppi di musicisti, ciascuno dei quali suona per due gruppi di bastonets (uno maschile e uno femminile). Il ritmo del tabal è sempre lo stesso, anche se tende ad accentuare la nota forte di ogni battuta.
Per quanto riguarda la varietà delle melodie, troviamo alcuni brani con origini curiose e persino lontane. Possiamo citare La Gallega, o El Mambrú, derivato dalla canzone popolare francese Marlbrough s’en va-t-en guerre, del XVIII secolo nel contesto della guerra di successione spagnola. Questa stessa melodia è presente nell’opera La vittoria di Wellington (1813) di Beethoven. Un altro esempio è El Negret, che è presente non solo in Els Negrets di L'Alcúdia, ma anche in una canzone popolare dell'America Latina, Pobre Negrita. Secondo il suonatore di dolçaina Xavier Richart Peris, questa stessa melodia è presente anche in un canto natalizio dell’Alpujarra di Granada e nell’Intermezzo della Sinfonia spagnola (1875) di Édouard Lalo. I brani Dos Quinze e Defensa de Planxa contengono un frammento della Marcia di Algemesí.
Molti altri brani eseguiti dai bastonets di Algemesí sono canzoni popolari diffuse in tutta la comarca e la provincia. Ad esempio, le due ultime citate sono simili alla danza di Els Porrots de Silla; La Corredora proviene da Guadassuar; e La Fuga (la melodia più recente del repertorio) è presente a Carcaixent, Callosa d’en Sarrià, Chulilla, Torrent, Moixent o Titaguas, dove fa parte della mojiganga locale. Quest’ultima melodia si ritrova anche in altre regioni come Galizia, Asturie, Castiglia-La Mancia o Catalogna, tra le altre.
In totale, le 22 melodie su cui danzano i bastonets di Algemesí durante le Feste di la Mare de Déu de la Salut sono: L'U, La Queta, El Paco, la Figuera, Tres Colpets, Sis Colpets, Defensa de Planxa, Defensa de Planxa 2, L'Ampla, La de Planxa, La Gallega, La Corredora (la più veloce di tutte), Set i Dèneu, El Mambrú, La Caceria, Dos Quinze, Dos Quinze 2 (unica differenza con la prima è la tonalità), El Bolero, El Negret, La Gavatxa, La Fuga (a velocità progressiva) y L'Altar. Di quest’ultima possiamo evidenziare che inizia come L’U, ma a metà della melodia inizia a suonare la musica de La Muixeranga. Questo brano viene eseguito solo davanti alle immagini o ai pannelli ceramici di la Mare de Déu de la Salut lungo il percorso delle processioni, dove i danzatori formano una sorta di triangolo e si inginocchiano davanti all’immagine mariana per alcuni secondi in segno di riverenza e rispetto, per poi terminare il ballo nuovamente con L’U.
Possiamo infine menzionare un brano 23, La Marxeta, documentato più di un secolo fa, ma che nel tempo è caduto in disuso fino a scomparire dal repertorio.